# Nicaraguai csónakfarkú
A nicaraguai csónakfarkú (Quiscalus nicaraguensis) a madarak osztályának verébalakúak (Passeriformes) rendjébe, azon belül a csirögefélék (Icteridae) családjába tartozó faj.

## Rendszerezése
A fajt Osbert Salvin és Frederick DuCane Godman írták le 1891-ben.

## Előfordulása
Közép-Amerikában, Costa Rica és Nicaragua területén honos, főleg a Nicaragua-tó és a Managua-tó környékén.
A természetes élőhelye édesvizű tavak, folyók, patakok és mocsarak környéke, valamint legelők. Állandó, nem vonuló faj.

## Megjelenése
Testhossza 24-29 centiméter, testtömege 94 gramm. A hím tollazata fekete, a tojó barnás.

## Életmódja
Ízeltlábúakkal és magvakkal táplálkozik.